# Bộ Lỗ (鹵)
Bộ Lỗ, bộ thứ 197 có nghĩa là "đất mặn" là 1 trong 6 bộ có 11 nét trong số 214 bộ thủ Khang Hy.
Trong Từ điển Khang Hy có 44 chữ (trong số hơn 40.000) được tìm thấy chứa bộ này.

## Tự hình Bộ Lỗ (鹵)

Giáp cốt văn
Kim văn
Đại triện
Tiểu triện

## Chữ thuộc Bộ Lỗ (鹵)
| Số nét bổ sung | Chữ              |
| -------------- | ---------------- |
| 0              | 鹵/lỗ/           |
| 4              | 鹶               |
| 5              | 鹷               |
| 8              | 鹸/kiềm/         |
| 9              | 鹹/giảm/         |
| 10             | 鹺/ta/ 鹻/giảm/  |
| 13             | 鹼/dảm/ 鹽/diêm/ |